# 吉川友兼
吉川 友兼（きっかわ ともかね）は、鎌倉時代の武士、御家人。吉川氏2代当主。

## 生涯
文治5年（1189年）の源頼朝に従い奥州合戦に出陣。その武勇を認められ、翌建久元年（1190年）、頼朝の初入洛にも従った。建久4年（1193年）の富士の巻狩りの警護役を務め、曾我兄弟の仇討ちに伴う混乱への対応にも当たった。
正治2年（1200年）の梶原景時一族追討（梶原景時の変）の際に所領のある駿河国で、梶原景時一行の不審な動きを捕捉し、他の在地武士と共に襲撃して、景時の三男で豪勇で知られる梶原景茂を討ち取るも、友兼も深手を負っており、そのまま死去した。
友兼は死亡したが、子の朝経が加増され、梶原氏の所領であった播磨国揖保郡福井荘の地頭に任ぜられた。